# Pakarae (fleuve)
Le fleuve Pakarae (en anglais : Pakarae River) est un cours d’eau de la région de Gisborne de l’Île du Nord de la Nouvelle-Zélande.

## Géographie
Il s’écoule selon un trajet sinueux en direction du sud-est à partir de sa source  située à 20 km à l’intérieur des terres en regard de la baie de Tolaga, pour atteindre l’Océan Pacifique à 25 km au nord-est de la ville de Gisborne.